# مارثا هرنانديز
مارثا هرنانديز (بالإسبانية: Martha Hernandez)‏ هي لاعب كرة مضرب مكسيكية، ولدت في 1949.